# Limeuil
Limeuil – miejscowość i gmina we Francji, w regionie Nowa Akwitania, w departamencie Dordogne.
Według danych na rok 1990 gminę zamieszkiwało 335 osób, a gęstość zaludnienia wynosiła 32 osób/km² (wśród 2290 gmin Akwitanii Limeuil plasuje się na 849. miejscu pod względem liczby ludności, natomiast pod względem powierzchni na miejscu 1032.).